# Taça Ribeiro dos Reis
Puchar Ribeiro dos Reisa (port. Taça Ribeiro dos Reis) – cykliczne rozgrywki piłkarskie, przeprowadzane systemem pucharowym, organizowane corocznie (co sezon) w latach 1961–1971 przez Portugalski Związek Piłki Nożnej (FPF) dla portugalskich, męskich, profesjonalnych drużyn klubowych z Primeira Divisão i Segunda Divisão. Został nazwany na cześć António Ribeiro dos Reisa, byłego portugalskiego piłkarza, trenera, dziennikarza i dyrektora FPF oraz pierwszego Portugalczyka nominowanego do Komisji Sędziowskiej FIFA.

## Historia
W sezonie 1961/62 startowały pierwsze rozgrywki o Puchar Ribeiro dos Reisa, w którym startowało 4 drużyny z pierwszej dywizji oraz 18 z drugiej. Najpierw 22 drużyny podzielono na 4 grupy, z których zwycięzcy potem w półfinale walczyli o awans do finału. W finale Seixal FC pokonał 4:2 SC Vila Real. W kolejnych edycjach turniej rozgrywany był według podobnego schematu. Po sezonie 1970/71 rozgrywek nie organizowano.

## Format
W turnieju występowały kluby z pierwszej i drugiej dywizji mistrzostw Portugalii. Zespoły zostały podzielone na 4 grupy w zależności od odległości geograficznej. Drużyny grały ze sobą raz w meczach grupowych. Zwycięzcy grup awansowali do jednomeczowych półfinałów (jeden dla drużyn południowych, drugi dla drużyn północnych). Zwycięzcy półfinałów awansowali do finału, przegrani półfinałów grali o trzecie miejsce w barażach. W ostatnich dwóch edycjach było 7 grup i faza ćwierćfinałowa, w której jedna drużyna przechodziła do kolejnej rundy. Zwycięzca kwalifikował się do dalszych gier, a pokonany odpadał z rywalizacji. W wypadku kiedy w regulaminowym czasie gry padł remis zarządzana była dogrywka, a jeśli i ona nie przyniosła rozstrzygnięcia, to dyktowane były rzuty karne.

## Zwycięzcy i finaliści
| Sezon                                                  | K | K | T | Zwycięzca       | Wynik | Finalista         | Data, miejsce | Br. | Król strzelców | Uwagi                        |
| Puchar Ribeiro dos Reisa (port. Taça Ribeiro dos Reis) |   |   |   |                 |       |                   |               |     |                |                              |
| 1961/62                                                |   |   | 1 | Seixal FC       | 4:2   | SC Vila Real      | 1962          |     |                | 22 kluby w 4gr.+ faza puch.  |
| 1962/63                                                |   |   | 1 | Vitória Setúbal | 2:1   | SCU Torreense     | 1963          |     |                | 32 kluby w 4gr.+ faza puch.  |
| 1963/64                                                |   |   | 1 | SL Benfica      | 2:1   | Leixões SC        | 1964          |     |                | 32 kluby w 4gr.+ faza puch.  |
| 1964/65                                                |   |   | 1 | SC Beira-Mar    | 3:1   | Alhandra SC       | 1965          |     |                | 32 kluby w 4gr.+ faza puch.  |
| 1965/66                                                |   |   | 2 | SL Benfica      | 9:2   | FC Penafiel       | 1966          |     |                | 36 klubów w 4gr.+ faza puch. |
| 1966/67                                                |   |   | 1 | SC Espinho      | 1:0   | Vitória Setúbal   | 1967          |     |                | 40 klubów w 4gr.+ faza puch. |
| 1967/68                                                |   |   | 1 | FC Barreirense  | 2:0   | Leixões SC        | 1968          |     |                | 40 klubów w 4gr.+ faza puch. |
| 1968/69                                                |   |   | 2 | Vitória Setúbal | 1:0   | GD Peniche        | 1969          |     |                | 40 klubów w 4gr.+ faza puch. |
| 1969/70                                                |   |   | 3 | Vitória Setúbal | 2:1   | Académica Coimbra | 1970          |     |                | 39 klubów w 7gr.+ faza puch. |
| 1970/71                                                |   |   | 3 | SL Benfica      | 3:1   | SC Braga          | 1971          |     |                | 39 klubów w 7gr.+ faza puch. |

Uwagi:

- wytłuszczono i kursywą oznaczone zespoły, które w tym samym roku wywalczyły mistrzostwo i Puchar kraju (dublet),
- wytłuszczono zespoły, które zdobyły mistrzostwo kraju,
- kursywą oznaczone zespoły, które zdobyły Puchar kraju.

## Statystyka

### Klasyfikacja według klubów
W dotychczasowej historii finałów o Puchar Ribeiro dos Reisa na podium oficjalnie stawało w sumie 7 drużyn. Liderami klasyfikacji są SL Benfica i Vitória Setúbal, którzy zdobyli trofeum 3 razy.
Stan na 18.04.2023 
| Lp. | Klub              | Zdobywca | Finalista       | Zwycięskie sezony         | Przegrane finały |   |   |                           |         |
| --- | ----------------- | -------- | --------------- | ------------------------- | ---------------- | - | - | ------------------------- | ------- |
| Lp. | Klub              | 1.       | Vitória Setúbal | Zwycięskie sezony         | Przegrane finały | 3 | 1 | 1962/63, 1968/69, 1969/70 | 1966/67 |
| 2.  | SL Benfica        | 3        | 0               | 1963/64, 1965/66, 1970/71 |                  |   |   |                           |         |
| 3.  | Seixal FC         | 1        | 0               | 1961/62                   |                  |   |   |                           |         |
| 3.  | SC Beira-Mar      | 1        | 0               | 1964/65                   |                  |   |   |                           |         |
| 3.  | SC Espinho        | 1        | 0               | 1966/67                   |                  |   |   |                           |         |
| 3.  | FC Barreirense    | 1        | 0               | 1967/68                   |                  |   |   |                           |         |
| 7.  | Leixões SC        | 0        | 2               |                           | 1963/64, 1967/68 |   |   |                           |         |
| 8.  | SC Vila Real      | 0        | 1               |                           | 1961/62          |   |   |                           |         |
| 8.  | SCU Torreense     | 0        | 1               |                           | 1962/63          |   |   |                           |         |
| 8.  | Alhandra SC       | 0        | 1               |                           | 1964/65          |   |   |                           |         |
| 8.  | FC Penafiel       | 0        | 1               |                           | 1965/66          |   |   |                           |         |
| 8.  | GD Peniche        | 0        | 1               |                           | 1968/69          |   |   |                           |         |
| 8.  | Académica Coimbra | 0        | 1               |                           | 1969/70          |   |   |                           |         |
| 8.  | SC Braga          | 0        | 1               |                           | 1970/71          |   |   |                           |         |

### Klasyfikacja według miast
Stan na 18.04.2023 
| Miasto   | Liczba tytułów | Kluby               |
| -------- | -------------- | ------------------- |
| Lizbona  | 3              | SL Benfica (3)      |
| Setúbal  | 3              | Vitória Setúbal (3) |
| Aveiro   | 1              | SC Beira-Mar (1)    |
| Barreiro | 1              | FC Barreirense (1)  |
| Espinho  | 1              | SC Espinho (1)      |
| Seixal   | 1              | Seixal FC (1)       |